# Palacio El Saltillo

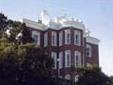
Palacio El Saltillo

El palacio El Saltillo es un edificio situado en Portugalete, en la provincia de Vizcaya, en el País Vasco, España.

## Situación
Está situado en la avenida de Abaro, lindando con Santurce, muy próximo al Palacio de Oriol. Fue construido por encargo de la familia Vallejo Arana en 1894.
De planta cuadrada y tres alturas, está construido al gusto francés. Fue reformado en 1950, siendo recubiertas sus fachadas con plaquetas de ladrillo caravista rojo, perdiendo los elementos decorativos de sus fachadas.
En la actualidad, es un centro de acogida para jóvenes.